# 伶人往事
《伶人往事——写给不看戏的人看》，章詒和著作。
此書記錄了下列八位藝人於反右與文化大革命中的事跡：尚小云、言慧珠、杨宝忠、叶盛兰、叶盛长、奚啸伯、马连良和程砚秋。《伶人往事》是章詒和繼《往事並不如煙》之後的又一作品。

## 出版信息
- 香港明報出版社2006年7月初版 ISBN 962-891-837-0
- 台北時報文化，出版日期：2006年7月17日 ISBN 9571345199
- 湖南文藝出版社2006年10月初版，ISBN 7-5404-3817-7 /I.2319